# Administrações Regionais em Santa Maria (Rio Grande do Sul)
Para fins administrativos, o município brasileiro de Santa Maria no estado do Rio Grande do Sul divide-se em 17 Administrações Regionais:
- O 1º distrito (Sede), devido à sua alta complexidade em relação aos demais distritos do município, divide-se em 8 Regiões Administrativas.

- Os demais distritos (2º ao 10º), cada um, possui uma subprefeitura, totalizando, portanto, 9 subprefeituras. Estes distritos tem predominância de áreas rurais. Cada subprefeitura tem um subprefeito que tem acesso direto ao prefeito.

| Subprefeituras Centro Urbano Centro-Leste Oeste Leste Centro-Oeste Norte Sul Nordeste Administrações Regionais no distrito da Sede: Regiões Administrativas. | Regiões Administrativas São Valentim Pains Arroio Grande Arroio do Só Passo do Verde Boca do Monte Palma Santa Flora Santo Antão Administrações Regionais nos demais distritos: Subprefeituras. |

## Região Administrativa Centro Urbano
- Contém os bairros:

1. Bonfim;
2. Centro;
3. Nonoai;
4. Nossa Senhora de Fátima;
5. Nossa Senhora de Lourdes;
6. Nossa Senhora Medianeira;
7. Nossa Senhora do Rosário;

- Limita-se com:

1. Regiões Administrativas:
  1. Região Administrativa Centro-Leste;
  2. Região Administrativa Centro-Oeste;
  3. Região Administrativa Nordeste;
  4. Região Administrativa Norte;
  5. Região Administrativa Sul;

- Descrição dos limites da R.A.: Denomina-se R.A. Centro Urbano a unidade setorial do Perímetro Urbano, cuja delimitação inicia na esquina da Avenida Borges de Medeiros com a Rua Fernandes Vieira, segue-se a partir daí pela seguinte delimitação: eixo da Rua Fernandes Vieira, no sentido leste; eixo da Rua Tomaz Antônio Gonzaga, no sentido leste; corredor da antiga linha da fronteira, no sentido nordeste; linha férrea Santa Maria - Uruguaiana, no sentido leste; eixo da Avenida Assis Brasil, no sentido sudoeste; eixo da continuação da Rua Ernesto Beckr, no sentido sudeste; eixo da antiga linha férrea de Porto Alegre, no sentido sudeste, em divisa com o Parque Itaimbé; eixo do corredor da antiga linha férrea de Porto Alegre, no sentido leste, até encontrar o início da Rua Ary Nunes Tagarra; eixo da Rua Benjamim Constant, no sentido sul; eixo da Avenida Nossa Senhora das Dores, no sentido sudoeste; eixo da Rua General Neto, no sentido sudeste; eixo da Rua Osvaldo Aranha, nos sentidos leste e nordeste; eixo da Rua Alameda Assuncão, no sentido sudeste; leito da sanga afluente do Arroio Cancela, no sentido a montante; fundo dos lotes que confrontam a noroeste com a Rua Agostinho Sangoi, no sentido nordeste; eixo da Avenida Nossa Senhora das Dores, no sentido sudeste; eixo da Rua Padre Kentenich, no sentido sudeste; eixo da Rodovia BR-158, no sentido sudoeste; eixo da Avenida Hélvio Basso, no sentido noroeste; eixo da Av. Ângelo Bolson, no sentido sudoeste; eixo da Avenida Liberdade, no sentido norte; eixo da Rua Ignácio da Silva Costa, no sentido leste; eixo da Avenida Borges de Medeiros, no sentido norte, até encontrar o eixo da Rua Fernandes Vieira, início desta demarcação.

## Região Administrativa Centro-Leste
- Contém os bairros:

1. Cerrito;
2. João Luiz Pozzobon;
3. Pé-de-Plátano;
4. São José;

- Limita-se com:

1. Regiões Administrativas:
  1. Região Administrativa Centro Urbano;
  2. Região Administrativa Leste;
  3. Região Administrativa Nordeste;
  4. Região Administrativa Sul;
2. Subprefeituras:
  1. Subprefeitura de Arroio Grande;
  2. Subprefeitura de Pains;

- Descrição dos limites da R.A.: Denomina-se R.A. Centro-Leste a unidade setorial do Perímetro Urbano, cuja delimitação inicia num ponto do Rio Vacacaí-Mirim, cruzamento com a Estrada Municipal Ângelo Berleze, segue-se a partir daí pela seguinte delimitação: leito do Rio Vacacaí-Mirim, no sentido a jusante; leito de uma sanga afluente do Rio Vacacaí-Mirim, que nasce a leste da Rua José Paulo Teixeira, no Bairro Amaral, no sentido a montante; eixo da Rua Oito de Junho, no sentido noroeste; eixo de corredor sem denominação, que dista aproximadamente 260 metros ao noroeste do cruzamento da Avenida João Machado Soares com a Avenida Prefeito Evandro Behr, no sentido noroeste; fundo dos lotes que confrontam ao leste com a Rua Anselmo Machado Soares, no sentido sul; divisa oeste dos Loteamentos Amaral e Santa Lucia II, no sentido sul; eixo da Rodovia RST-287, no sentido oeste; eixo do corredor que liga, no sentido norte, o ponto de projeção da Rua Adão Comasseto com a Estrada Vicinal Alameda Sibipiruna; eixo da Estrada Vicinal Padre Gabriel Bolzan, no sentido leste; divisa oeste do Loteamento Parque do Sol, no sentido norte; eixo da Rua Men de Sá, no sentido norte; eixo da Avenida Prefeito Evandro Behr, no sentido nordeste; eixo da Estrada Municipal Ângelo Berleze, no sentido norte, até encontrar a ponte sobre o Rio Vacacaí-Mirim, início desta demarcação.

## Região Administrativa Centro-Oeste
- Contém os bairros:

1. Duque de Caxias;
2. Noal;
3. Passo d'Areia;
4. Patronato;
5. Uglione;

- Limita-se com:

1. Regiões Administrativas:
  1. Região Administrativa Centro Urbano;
  2. Região Administrativa Norte;
  3. Região Administrativa Oeste;
  4. Região Administrativa Sul;

- Descrição dos limites da R.A.: Denomina-se R.A. Centro-Oeste a unidade setorial do Perímetro Urbano, cuja delimitação inicia no ponto que dista 20 metros ao noroeste da projeção do eixo da Rua 12, do Loteamento Alto da Boa Vista, sobre a linha de divisa oeste da área militar, segue-se a partir daí pela seguinte delimitação: linha de projeção que parte deste ponto de encontro inicial até a nascente de uma sanga mais próxima da referida Estrada, afluente da margem direita do Arroio Cadena, no sentido nordeste; leito da referida sanga, no sentido a jusante, cortando a área militar, até encontrar o eixo do corredor da antiga linha férrea da fronteira; pelo referido corredor, no sentido sudeste; eixo da canalização do Arroio Cadena, no sentido a jusante; eixo da Rua Coronel Valença, no sentido sudeste;  eixo da Rua Aristides Lobo, no sentido leste; eixo da Avenida Borges de Medeiros, no sentido sul; eixo da Rua Ignácio da Silva Costa, no sentido sudoeste; eixo da Avenida Liberdade, no sentido sul; eixo da Avenida Ângelo Bolson, no sentido sudeste; eixo da Avenida Hélvio Basso, no sentido sudeste; eixo da Rodovia BR-287, no sentido noroeste; desvio pelo eixo da Rua Agostinho Scolari, no sentido norte e leito da sanga que limita ao norte o Loteamento Vila Urlândia, no sentido a jusante; retoma o eixo da Rodovia BR-287, no sentido noroeste; eixo da canalização do Arroio Cadena, no sentido a montante; eixo da Rua Radialista Oswaldo Nobre, no sentido oeste; divisa oeste da área militar, no sentido norte, até encontrar o ponto que dista 20 metros ao noroeste da projeção do eixo da Rua 12, do Loteamento Alto da Boa Vista, início desta demarcação.

## Região Administrativa Leste
- Contém o bairro:

1. Camobi

- Limita-se com:

1. Regiões Administrativas:
  1. Região Administrativa Centro-Leste;
2. Subprefeituras:
  1. Subprefeitura de Arroio Grande;
  2. Subprefeitura de Pains;
  3. Subprefeitura de Palma;

- Descrição dos limites da R.A.: Denomina-se R.A. Leste a unidade setorial do Perímetro Urbano, cuja delimitação inicia na confluência de uma sanga, que nasce a leste da Rua José Paulo Teixeira no Bairro Amaral, com o Rio Vacacaí-Mirim, segue-se a partir daí pela seguinte delimitação: leito do Rio Vacacaí-Mirim, no sentido a jusante; eixo da Estrada Municipal Norberto José Kipper, no sentido sul; eixo da linha férrea Santa Maria – Porto Alegre, no sentido leste, contornando para o Sul; leito da Sanga Lagoão do Ouro, no sentido a montante; eixo da Estrada Municipal Pedro Fernandes da Silveira, no sentido sudoeste; eixo da estrada para o Distrito de Arroio do Só, no sentido noroeste; linha de divisa noroeste do Colégio Agrícola da UFSM, no sentido noroeste, passando por uma sanga afluente do Arroio das Tropas no sentido a jusante; leito do Arroio das Tropas, no sentido a montante; Rodovia RST-287, no sentido leste; divisa oeste dos Loteamentos Santa Lucia II e Amaral, no sentido norte; eixo da Rua Antonio Gonçalves do Amaral, no sentido leste; fundo dos lotes que confrontam ao leste com a Rua Anselmo Machado Soares, no sentido norte; eixo da Avenida Prefeito Evandro Behr, no sentido sudeste; eixo de corredor sem denominação, que dista aproximadamente 260 metros ao noroeste do cruzamento da Avenida João Machado Soares com a Avenida Prefeito Evandro Behr, no sentido nordeste; eixo da Avenida Oito de Junho, no sentido leste; leito de uma sanga afluente do Rio Vacacaí-Mirim, que nasce a leste da Rua José Paulo Teixeira, no Bairro Amaral, no sentido a jusante, até a sua foz, início dessa demarcação.

## Região Administrativa Nordeste
- Contém os bairros:

1. Campestre do Menino Deus;
2. Itararé;
3. Km 3;
4. Menino Jesus;
5. Nossa Senhora das Dores;
6. Presidente João Goulart;

- Limita-se com:

1. Regiões Administrativas:
  1. Região Administrativa Centro Urbano;
  2. Região Administrativa Centro-Leste;
  3. Região Administrativa Norte;
2. Subprefeituras:
  1. Subprefeitura de Arroio Grande;
  2. Subprefeitura de Santo Antão;

- Descrição dos limites da R.A.: Denomina-se R.A. Nordeste a unidade setorial do Perímetro Urbano,  cuja delimitação inicia no limite intermunicipal Santa Maria - Itaara, junto ao curso d’água Arroio Vacacaí-Mirim, segue-se a partir daí, pela seguinte delimitação: leito do Rio Vacacaí-Mirim, no sentido a jusante, até encontrar com o afluente da margem esquerda, o Arroio Boa Vista; linha reta, de aproximadamente 1.875 metros, no sentido leste, até encontrar o Lajeado Rincão do Canto, junto a confluência com o afluente nordeste da margem esquerda; linha reta, em sentido sudeste, de aproximadamente 1.250 metros, até sua projeção encontrar a confluência da Sanga Copetti com o Lajeado dos Pires; leito do Lajeado dos Pires, no sentido à jusante até confluir com o Arroio Garganta do Diabo; leito do Arroio Garganta do Diabo, no sentido à montante, até encontrar a projeção do eixo da ponte da Rodovia Federal BR-158; linha reta, que parte, no sentido sudeste, deste ponto, até a ponte da Estrada Municipal Ângelo Berleze, sobre o Rio Vacacaí-Mirim; eixo da Estrada Municipal Ângelo Berleze, no sentido sul, defletindo para sudoeste, até o eixo da Avenida Prefeito Evandro Behr; eixo da Avenida Prefeito Evandro Behr, no sentido sudoeste, contornando para leste; eixo da Rua Men de Sá, no sentido sul; divisa leste do Loteamento Parque do Sol, no sentido sul, defletindo para sudeste; eixo da Estrada Municipal Padre Gabriel Bolzan, em linhas quebradas, no sentido oeste; eixo do corredor sem denominação que liga o extremo leste da Estrada Municipal Alameda Sibipiruna com a Rodovia RST-287, em linhas quebradas no sentido sul; eixo da Rodovia RST-287, no sentido oeste; eixo da Rua José Barachini, no sentido sul, até o eixo da Estrada Vicinal Pedro Parcianello; linha reta projetada do eixo da Rua José Barachini, que parte do eixo da Estrada Vicinal Pedro Parcianello, no sentido sudoeste e encontra a curva de nível 100 metros, na encosta nordeste do Morro Mariano da Rocha; percurso da curva de nível 100 metros que contorna a encosta do Morro Mariano da Rocha, no sentido horário, até a sanga sem denominação, limite sudeste do Loteamento Parque Dom Antônio Reis; pela referida sanga, no sentido a jusante; divisa nordeste do Loteamento Parque Dom Antônio Reis, em linhas quebradas, nos sentidos norte e noroeste; eixo da Rodovia BR-158, no sentido nordeste; eixo da Rua Padre Kentenich, no sentido, noroeste; eixo da Avenida Nossa Senhora das Dores, no sentido noroeste; fundos dos lotes que confrontam ao noroeste com a Rua Agostinho Sangoi, no sentido sudoeste; sanga afluente do Arroio Cancela, no sentido a jusante; eixo da Rua Alameda Assunción, no sentido oeste; eixo da Rua Alameda Buenos Aires, no sentido sudoeste; eixo da Rua Osvaldo Aranha, no sentido sudoeste, defletindo para oeste; eixo da Rua General Neto, no sentido noroeste; eixo da Avenida Nossa Senhora das Dores, no sentido nordeste; eixo da Rua Benjamim Constant, no sentido norte, até encontrar o início da Rua Ary Nunes Tagarra; eixo do corredor da antiga linha férrea de Porto Alegre, no sentido oeste, passando pela divisa norte do Parque Itaimbé, no sentido noroeste; eixo do prolongamento da Rua Ernesto Becker, no sentido noroeste; eixo da Avenida Assis Brasil, no sentido nordeste, passando pelo viaduto sobre a linha férrea; eixo de um corredor que liga esta Avenida com o extremo leste do eixo da Rua Borges do Canto, no sentido noroeste; eixo da Rua Dr. Luiz Mallo, no sentido norte; eixo da Rua Fernando Neumayer, no sentido oeste, até encontrar o ponto que deflete para o sul; linha reta de projeção que parte deste ponto a outro ponto de extremo oeste do eixo da Avenida Perimetral, no sentido norte; linha reta de projeção que parte deste ponto, no sentido nordeste e encontra outro ponto do extremo oeste do eixo da Rua Possadas; eixo da Rua Possadas, no sentido leste, defletindo-se no sentido norte pela linha férrea que vai em direção ao Município de Itaara, até alcançar o limite intermunicipal Santa Maria e Itaara, junto a nascente do Rio Vacacaí-Mirim, início desta demarcação.

## Região Administrativa Norte
- Contém os bairros:

1. Carolina;
2. Caturrita;
3. Chácara das Flores;
4. Divina Providência;
5. Nossa Senhora do Perpétuo Socorro;
6. Salgado Filho;

- Limita-se com:

1. Regiões Administrativas:
  1. Região Administrativa Centro Urbano;
  2. Região Administrativa Centro-Oeste;
  3. Região Administrativa Nordeste;
  4. Região Administrativa Oeste;
2. Subprefeituras:
  1. Subprefeitura de Santo Antão;

- Descrição dos limites da R.A.: Denomina-se R.A. Norte a unidade setorial do Perímetro Urbano, cuja delimitação inicia no cruzamento da antiga estrada desativada da Caturrita com a linha férrea Santa Maria – Uruguaiana, segue-se a partir daí pela seguinte delimitação: eixo da linha férrea Santa Maria – Uruguaiana, no sentido nordeste, contornando para leste; eixo da variante da estrada nova para São Martinho da Serra, atualmente desativada, no sentido norte, até encontrar o eixo do antigo corredor de acesso à Vila Nossa Senhora da Conceição, numa distância aproximada de 850 metros, a contar do eixo da linha férrea; por uma linha reta de aproximadamente 2.125 metros, no sentido leste, passando pela encosta do Morro das Antenas, até encontrar o Arroio Wolf, no ponto de coordenada UTM E=2272  e N=671575; leito do Arroio Wolf, no sentido a montante, até a sua nascente; linha reta de aproximadamente 500 metros, no sentido nordeste, que liga a nascente deste Arroio com a nascente de  uma sanga afluente da margem direita do Rio Vacacaí-Mirim; leito da referida sanga, no sentido a jusante; eixo da linha férrea Santa Maria – Itaara, no sentido sul; eixo da Rua Possadas, até o extremo oeste; linha reta, no sentido sudoeste, até o extremo oeste do eixo da Avenida Perimetral; linha reta, no sentido sul; eixo da Rua Fernando Neumayer, no sentido leste; eixo da Rua Dr. Luiz Mallo, no sentido sul; eixo do corredor sem denominação que liga o extremo leste da Rua Borges do Canto com a Avenida Assis Brasil; eixo da Avenida Assis Brasil, no sentido sudoeste; linha férrea Santa Maria - Uruguaiana, no sentido oeste; eixo do corredor da antiga linha férrea da fronteira, no sentido sudoeste; eixo da Rua Tomaz Antônio Gonzaga, no sentido oeste; eixo da Rua Fernandes Vieira, no sentido sudoeste; eixo da Avenida Borges de Medeiros, no sentido sul; eixo da Rua Aristides Lobo, no sentido noroeste; eixo da Rua Cel. Valença, no sentido noroeste; leito da canalização do Arroio Cadena, no sentido a montante; antiga linha férrea da fronteira, no sentido noroeste, até uma sanga que corta a área militar, afluente da margem direita do Arroio Cadena; pela referida sanga, no sentido a montante, até a sua nascente mais próxima da estrada desativada da Caturrita; linha reta que chega no eixo da estrada desativada da Caturrita, no ponto que dista 20 metros ao noroeste da projeção do eixo da Rua 12, do Loteamento Alto da Boa Vista; eixo da estrada desativada da Caturrita, no sentido noroeste, até encontrar o leito da linha férrea Santa Maria-Uruguaiana, início desta demarcação.

## Região Administrativa Oeste
- Contém os bairros:

1. Agroindustrial;
2. Boi Morto;
3. Juscelino Kubitschek;
4. Nova Santa Marta;
5. Pinheiro Machado;
6. Renascença;
7. São João;
8. Tancredo Neves;

- Limita-se com:

1. Regiões Administrativas:
  1. Região Administrativa Centro-Oeste;
  2. Região Administrativa Norte;
  3. Região Administrativa Sul;
2. Subprefeituras:
  1. Subprefeitura de Boca do Monte;
  2. Subprefeitura de Santo Antão;
  3. Subprefeitura de São Valentim;

- Descrição dos limites da R.A.: Denomina-se R.A. Oeste a unidade setorial do Perímetro Urbano, cuja delimitação inicia no cruzamento do Arroio Ferreira com a linha férrea Santa Maria– Uruguaiana, segue-se a partir daí pela seguinte delimitação: eixo da linha férrea Santa Maria– Uruguaiana, no sentido sudeste, contornando para leste; eixo da antiga estrada da Caturrita, em linha sinuosas, nos sentidos sul e sudeste, passando pelas divisas nordeste dos Loteamentos Alto da Boa Vista e Jóquei Clube; divisa oeste da área militar, no sentido sul; eixo da Rua Herotildes Costa, no sentido sul; eixo da Rua Osvaldo Nobre, no sentido leste; eixo da canalização do Arroio Cadena, no sentido a jusante; eixo da Rodovia BR-287, no sentido sudeste; eixo da Rua Irmã Dulce no sentido sudoeste; eixo da Estrada Municipal Capitão Vasco da Cunha, no sentido sul; eixo da Estrada Municipal Juca Monteiro, no sentido sudoeste; leito do Arroio Ferreira, no sentido a montante, até encontrar a linha férrea Santa Maria – Uruguaiana, início desta demarcação.

## Região Administrativa Sul
- Contém os bairros:

1. Dom Antônio Reis;
2. Lorenzi;
3. Tomazetti;
4. Urlândia;

- Limita-se com:

1. Regiões Administrativas:
  1. Região Administrativa Centro Urbano;
  2. Região Administrativa Centro-Leste;
  3. Região Administrativa Centro-Oeste;
  4. Região Administrativa Oeste;
2. Subprefeituras:
  1. Subprefeitura de Pains;
  2. Subprefeitura de São Valentim;

- Descrição dos limites da R.A.: Denomina-se R.A. Sul a unidade setorial do Perímetro Urbano, cuja delimitação inicia no cruzamento do eixo da canalização do Arroio Cadena com a projeção do eixo da Rua Irmã Dulce, segue-se a partir daí pela seguinte delimitação: eixo da Rua Irmã Dulce, no sentido nordeste; eixo da Rodovia BR-287, no sentido sudeste; leito de uma sanga que limita ao sul com a Vila Urlândia, no sentido a montante; eixo da Rua Agostinho Scolari, no sentido sul; eixo da Rodovia BR-287, no sentido sudeste; eixo da BR-158, no sentido nordeste; eixo do prolongamento da Rua Padre Landell de Moura, no sentido sudeste; linha de divisa nordeste, do Loteamento Parque Residencial Dom Antônio Reis, no sentido sul, incluindo toda a área do Seminário São José; leito da sanga que limita ao sul o Loteamento Parque Dom Antônio Reis, no sentido a montante, até encontrar o ponto de projeção da linha de divisa norte da sede campestre do Clube Dores; linha de divisa norte da referida sede campestre, no sentido leste; leito da sanga, afluente da margem direita do Arroio das Tropas, passando pela divisa oeste do Loteamento Jardim Berleze e Estrada Municipal Eduardo Duarte, no sentido a jusante; leito do Arroio das Tropas, no sentido a jusante; eixo da Rodovia BR-392, no sentido noroeste; eixo da Estrada Municipal Vergílio Da Cás, no sentido oeste, defletindo para norte; eixo da Estrada Municipal Antônio Ovídio Severo, até o extremo-oeste desta; linha de projeção do eixo desta Estrada, no sentido oeste, até alcançar o leito da canalização do Arroio Cadena; eixo da canalização do Arroio Cadena, no sentido a montante, até alcançar a projeção do eixo da Rua Irmã Dulce, início desta demarcação.

## Subprefeitura de Arroio do Só
- Contém o bairro:

1. Arroio do Só;

- Limita-se com:

1. Subprefeituras:
  1. Subprefeitura de Pains;
  2. Subprefeitura de Palma;
  3. Subprefeitura de Passo do Verde;

- Descrição dos limites da Subprefeitura:
  - Ao Norte: Sanga Banhado Grande no Rio Vacacaí-Mirim, segue-se a partir daí pela seguinte demarcação: por este rio a jusante, até encontrar a foz do Arroio do Só.
  - Ao Leste: Deste ponto, segue-se, a montante, pelo leito do Arroio do Só, até a sua nascente, quando em linha reta, atinge-se a Sanga do Paredão; daí, segue-se a jusante, até a foz no Rio Vacacaí.
  - Ao Sul: Daí, segue-se por este rio, a montante, até a foz do Arroio Arenal, por onde deflete-se, também, a montante, até o cruzamento com a Estrada Municipal Vereador Paulo Brilhante.
  - Ao Oeste: Estrada Municipal Vereador Paulo Brilhante, no sentido norte, até a localidade de São Geraldo; Estrada Municipal Pedro Fernandes da Silveira, no sentido leste; Sanga Banhado Grande, a jusante, até a sua foz; Rio Vacacaí-Mirim e pelo Arroio Grande, a montante, até o cruzamento com a Rodovia RST-287 (antiga Rodovia RS-509), início desta demarcação.

## Subprefeitura de Arroio Grande
- Contém o bairro:

1. Arroio Grande;

- Limita-se com:

1. Regiões Administrativas:
  1. Região Administrativa Centro-Leste;
  2. Região Administrativa Leste;
  3. Região Administrativa Nordeste;
2. Subprefeituras:
  1. Subprefeitura de Palma;

- Descrição dos limites da Subprefeitura:
  - Ao Norte: Inicia no Marco Velho, na margem leste da Sanga Choró, segue-se a partir daí, no sentido sudeste, pela seguinte delimitação:  linha de cumeada de cerros que se interpõe o referido marco e o cume do Cerro do Pé Seguro, até o encontro da nascente do Arroio Lobato, próximo da localidade de Três Mártires, com a Linha Colonial 48, demarcada pela Diretoria de Terras e Colonização, ponto este, conforme Lei Estadual n.º 8.481/87, do Município de Silveira Martins; Arroio Lobato, a jusante, até a foz do Arroio Igarapó; Arroio Igarapó, a montante, até a sua nascente; linha reta, no sentido leste, encontrando a nascente do Arroio do Veado por este arroio, a jusante, até a confluência com uma pequena sanga, ao leste, que dista 50 metros da residência do senhor Rosalino Noal; no sentido leste, em linha reta, até encontrar a cota 485; no sentido sudeste, pela linha projetada que liga as cotas 485 e 475, até alcançar a nascente do Arroio Tafona.
  - Ao Leste Nascente do Arroio Tafona, a jusante, até encontrar um corredor que vai para a Estrada do Imigrante; por este corredor, no sentido oeste, até o Arroio Grande; A jusante, pelo leito deste arroio, até a Rodovia RST-287.
  - Ao Sul: Rodovia RST-287, no sentido oeste, também, neste sentido, pela linha férrea Santa Maria - Porto Alegre, até encontrar a Estrada Municipal Norberto José Kipper; Por esta estrada no sentido norte e pelo Rio Vacacaí-Mirim, a montante, até encontrar a Estrada Municipal Ângelo Berleze.
  - Ao Oeste: Estrada Municipal Ângelo Berleze, no sentido norte; linha projetada, até encontrar o Arroio Garganta do Diabo, num ponto que alinha com o eixo da Rodovia BR-158; por este arroio, a montante, até a sua nascente; No sentido nordeste, passando pela cota 459, até ao sul da cota 438 na estrada, divisor do Arroio Manoel Alves e Arroio do Meio; No sentido nordeste, depois a leste e continua por uma linha reta, no sentido oeste, até a nascente da Sanga Eturi Possebon; A jusante, até a confluência com o Arroio Manoel Alves; pelo divisor de águas (Arroio Manoel Alves de um lado e Sanga Fracari de outro), em linha reta, passando pelas cotas 406 e 425, no sentido nordeste, até a nascente da Sanga Fracari; Sanga Fracari, a jusante Arroio Grande, a montante, até a confluência com a Sanga ChoróSanga Choró, a montante, até o Marco Velho, em sua margem leste, início desta demarcação.

## Subprefeitura de Boca do Monte
- Contém o bairro:

1. Boca do Monte;

- Limita-se com:

1. Regiões Administrativas:
  1. Região Administrativa Oeste;
2. Subprefeituras:
  1. Subprefeitura de Santo Antão;
  2. Subprefeitura de São Valentim;

- Descrição dos limites da Subprefeitura:
  - Ao Norte: Inicia na ponte da Estrada de Canabarro sobre o Rio Ibicuí-Mirim e, segue por este rio, à montante, até encontrar a confluência de seu tributário, o Arroio Lajeadinho; segue à montante do Arroio Lajeadinho até a confluência com o Lajeado do Salto, de coordenada UTM aproximada E 2109 e N 67254; deste ponto, segue por linha seca e sentido leste, de aproximadamente 1.625 metros, até  encontrar a Estrada do Lajeadinho, no ponto de ligação (interseção) com a Estrada Corta-Dinheiro. Segue pela Estrada Corta-Dinheiro até o cruzamento com a Sanga do Quilombo e, por esta sanga, à jusante, até o ponto onde ela desemboca no Rio Ibicuí-Mirim; deste ponto, segue pelo Rio Ibicuí-Mirim, à montante, até encontrar a confluência do tributário Arroio do Tigre, de coordenada UTM aproximada E 2189 e N 67217; segue em linha seca, por aproximadamente 500 metros, (linha de divisa intermunicipal, Santa Maria - São Martinho da Serra), em sentido leste, até encontrar a Estrada Municipal Armando Arruda, de coordenada UTM aproximada E 2194 e N 67216;
  - Ao Leste: Do ponto de coordenada UTM aproximada E 2194 e N 67216, (encontro da linha seca de divisa intermunicipal, Santa Maria - São Martinho da Serra, com a Estrada Municipal Armando Arruda), segue pela Estrada Municipal Armando Arruda, até encontrar a bifurcação com a Estrada do Divino, e por esta última, até a ponte sobre o afluente da margem esquerda do Arroio do Tigre, de coordenada UTM aproximada E 2192 e N 672085. Deste ponto, segue por este afluente, à montante, até sua nascente sul, de coordenada UTM aproximada E 2188 e N 67192, junto ao colo do “Morro da Isabel”; segue por linha seca, de aproximadamente 200 metros, em sentido sul, até encontrar a nascente noroeste da Sanga Funda, de coordenada UTM aproximada E 2188 e N 67189. Deste ponto, segue pelo afluente, à jusante, até confluir com a Sanga Funda e, por esta, também à jusante, até a confluência com o Arroio Ferreira; Segue pelo Arroio Ferreira, à jusante, até  encontrar a Rodovia Federal BR 158;
  - Ao Sul: Da Rodovia Federal BR 158, segue por ela, em sentido geral sudoeste, até encontrar a ponte sobre a Sanga da Laranjeira;
  - Ao Oeste: Da ponte da Rodovia Federal, BR 158, sobre a Sanga da Laranjeira, segue por esta sanga, à montante, até encontrar sua nascente e, por linha seca, de aproximadamente  375 metros,  em sentido nordeste, até a nascente da Sanga do Filipinho. Segue pela Sanga do Filipinho, até encontrar sua confluência com o Rio Ibicuí-Mirim; deste ponto segue pelo Rio Ibicuí-Mirim, à montante, até encontrar a ponte da Estrada de Canabarro, inicio desta descrição.

## Subprefeitura de Pains
- Contém o bairro:

1. Pains;

- Limita-se com:

1. Regiões Administrativas:
  1. Região Administrativa Centro-Leste;
  2. Região Administrativa Leste;
  3. Região Administrativa Sul;
2. Subprefeituras:
  1. Subprefeitura de Arroio do Só;
  2. Subprefeitura de Palma;
  3. Subprefeitura de Passo do Verde;
  4. Subprefeitura de Santa Flora;
  5. Subprefeitura de São Valentim;

- Descrição dos limites da Subprefeitura:
  - Ao Norte: Inicia no baixo curso do Arroio Cadena, num ponto coincidente da projeção do alinhamento oeste da Estrada Municipal Antônio Ovídio Severo; segue por este alinhamento e pela Estrada Municipal Antônio Ovídio Severo, na direção leste, até encontrar a Estrada Municipal Vergílio da Cás, e por esta, na direção leste, até alcançar a Rodovia Federal BR 392; pela Rodovia Federal, segue até encontrar a ponte sobre o Arroio das Tropas; deste ponto, deflete pelo Arroio, à montante, até encontrar a foz do primeiro afluente da margem esquerda, após o Loteamento Diácono João Pozzobon e por este afluente, até sua nascente; deste ponto, segue em linha reta até o limite nordeste do Colégio Agrícola da Universidade Federal de Santa Maria (UFSM); deste ponto deflete para sudeste, pela Estrada Pedro Fernandes da Silveira, de acesso à sede do Distrito de Pains, até o encontro com a Estrada do Lagoão do Ouro; deflete por esta, na direção nordeste, até a ponte sobre a Sanga Lagoão do Ouro; segue por esta sanga, à jusante, até a ponte da linha férrea, Santa Maria- Porto Alegre;
  - Ao Leste: A partir da ponte da linha férrea, Santa Maria - Porto Alegre sobre a Sanga Lagoão do Ouro, segue pela ferrovia, na direção sudeste até a ponte sobre a Sanga do Banhado Grande; deste ponto, segue por esta sanga, à montante até o encontro com a Estrada Municipal Pedro Fernandes da Silveira, na localidade de Água Boa; segue por esta estrada, na direção oeste, até a localidade de São Geraldo e depois pela travessa (estrada) que liga as estradas municipais Pedro Fernandes da Silveira com a Vereador Paulo Brilhante, e por esta última, na direção sul, até o Arroio Arenal;
  - Ao Sul: No Arroio Arenal, segue para montante, até o encontro com a foz do Arroio Picadinha;
  - Ao Oeste: A partir da foz do Arroio Picadinha, segue para montante até seu afluente da margem esquerda, o Arroio Cadena, e por este, também para montante, até a interpolação com a projeção do alinhamento oeste da Estrada Municipal Antônio Ovídio Severo, ponto inicial desta descrição de limites.

## Subprefeitura de Palma
- Contém o bairro:

1. Palma;

- Limita-se com:

1. Regiões Administrativas:
  1. Região Administrativa Leste;
2. Subprefeituras:
  1. Subprefeitura de Arroio do Só;
  2. Subprefeitura de Arroio Grande;
  3. Subprefeitura de Passo do Pains;

- Descrição dos limites da Subprefeitura:
  - Ao Norte: Começa junto a nascente do Arroio Tafona, coincidente a linha de divisa intermunicipal, Santa Maria - Silveira Martins e, segue pela cumeeira dos morros do Rebordo do Planalto Sul-Brasileiro, sentido geral leste, passando pelos pontos de cotas altimétricas 475m, 471m, 470m, 478m, 468m até o ponto de cota altimétrica de 466m. Deste ponto segue em sentido sudeste, até a nascente do Arroio Porteirinha ou Araricá;
  - Ao Leste: Da nascente do Arroio Porteirinha (ou Araricá), segue por este, à jusante, até sua confluência com o Arroio Vacacaí-Mirim;
  - Ao Sul: Da confluência do Arroio Porteirinha com o Arroio Vacacaí-Mirim, segue à montante do Arroio Vacacaí-Mirim, até encontrar a confluência com seu tributário,  a Sanga do Banhado Grande;
  - Ao Oeste: Da confluência da Sanga do Banhado Grande com o Arroio Vacacaí-Mirim, segue por ela, à montante, até encontrar a ponte da linha férrea, Santa Maria - Restinga Seca; deste ponto, segue pela ferrovia, em sentido nordeste, até o cruzamento com a Rodovia Estadual RST-287; deste ponto, deflete pela rodovia, em sentido leste, até encontrar a ponte sobre o Arroio Grande; deste ponto, segue pelo Arroio Grande, à montante, até encontrar o corredor que liga à Estrada do Imigrante, de coordenada UTM aproximada E 2437 e N 6711. Deste ponto, segue por este corredor até encontrar a ponte sobre o Arroio Tafona e, por este arroio, à montante, até sua nascente, ponto de limite de divisa dos Município de Santa Maria e Silveira Martins, início desta descrição.

## Subprefeitura de Passo do Verde
- Contém o bairro:

1. Passo do Verde;

- Limita-se com:

1. Subprefeituras:
  1. Subprefeitura de Arroio do Só;
  2. Subprefeitura de Passo do Pains;
  3. Subprefeitura de Santa Flora;

- Descrição dos limites da Subprefeitura:
  - Ao Norte: Inicia no cruzamento do Arroio Arenal com a BR-392, segue-se a partir daí pela seguinte delimitação: Arroio Arenal, a jusante, até a sua foz no Rio Vacacaí.
  - Ao Sul: Rio Vacacaí, a montante, cruzando a BR-392, até a confluência com a Sanga da Lavagem.
  - Ao Oeste: Sanga da Lavagem, a montante, até encontrar a Estrada Municipal Januário Chagas Franco; Estrada Municipal Januário Chagas Franco, no sentido norte; eixo da Rodovia BR-392, até o cruzamento com o Arroio Arenal, início desta demarcação.

## Subprefeitura de Santa Flora
- Contém o bairro:

1. Santa Flora;

- Limita-se com:

1. Subprefeituras:
  1. Subprefeitura de Passo do Pains;
  2. Subprefeitura de Passo do Verde;
  3. Subprefeitura de São Valentim;

- Descrição dos limites da Subprefeitura:
  - Ao Norte: Inicia a confluência do Arroio Sarandi, Sanga da  Ramada e Arroio Arenal; segue-se a partir daí, a jusante, pelo leito do Arroio Arenal, até o cruzamento com a Rodovia BR-392;
  - Ao Leste: Deflete-se a seguir pelas seguintes linhas divisórias: pela BR-392, no sentido sul; a direita pela Estrada Municipal Januário Chagas Franco; pela Sanga da Lavagem, a jusante, até alcançar o Rio Vacacaí;
  - Ao Sul: Segue-se por este rio, a montante, depois, deflete-se pelo Rio dos Corvos, também, a montante, até encontrar a ponte do Passo da Lagoa;
  - Ao Oeste: Daí, ruma-se a montante, pelo Rio dos Corvos, até encontrar a foz da Sanga da Cria (conhecida, também, por Sanga da Limeira), de onde deflete-se também, a montante, por esta sanga e, ao nordeste, pela Estrada Coxilha da Ramada, numa distância de aproximadamente 8 km, até alcançar o entroncamento desta estrada com a Estrada da Porteirinha; daí, segue-se no sentido noroeste, por uma linha reta de aproximadamente 300 metros, até alcançar a nascente sul da Sanga da Ramada; daí, ruma-se a jusante, por esta sanga, numa distância de aproximadamente 7 km, até a sua foz, confluência com os Arroios Arenal e Sarandi, início desta demarcação.

## Subprefeitura de Santo Antão
- Contém o bairro:

1. Santo Antão;

- Limita-se com:

1. Regiões Administrativas:
  1. Região Administrativa Nordeste;
  2. Região Administrativa Norte;
  3. Região Administrativa Oeste;
2. Subprefeituras:
  1. Subprefeitura de Boca do Monte;

- Descrição dos limites da Subprefeitura:
  - Ao  Norte: Começa no ponto de interseção da Estrada Municipal Armando Arruda com a linha seca de limite intermunicipal - Santa Maria e São Martinho da Serra, de coordenada UTM aproximada E 2194 e N 67216 e, segue por esta linha seca, em sentido leste, de aproximadamente 3.875 metros, até encontrar a bifurcação da estrada desativa com a estrada principal de acesso a São Martinho da Serra, na localidade denominada Rondinha. Deste  ponto, segue em sentido norte, pela estrada de acesso principal a São Martinho da Serra, até encontrar a Estrada da Água Negra; deflete por esta estrada, até encontrar a Sanga da Água Negra, e por esta, à montante, até sua nascente;
  - Ao Leste: Da nascente da Sanga da Água Negra, segue por linha seca, de aproximadamente 375 metros, em sentido sul-sudoeste, até encontrar a nascente do Arroio Vacacaí-Mirim. Deste ponto, segue pelo Arroio Vacacaí-Mirim, à jusante, até encontrar a ponte da linha férrea sobre este arroio (divisa intermunicipal Santa Maria - Itaara). Segue pela ferrovia, em sentido sul, até encontrar a ponte sobre um afluente da margem direita do Arroio Vacacaí-Mirim, de coordenada UTM aproximada E 2275 e N 671685. Deste ponto, segue por este afluente, à montante, até sua nascente, de coordenada UTM aproximada E 2272 e N 671685 e, por linha seca, de aproximadamente 500 metros, em sentido sudoeste, até encontrar a nascente norte do Arroio Wolf, de coordenada UTM aproximada E 2272 e N 67165; segue por este arroio (curso principal), à jusante até o ponto de convergência para o sentido oeste, de coordenada UTM aproximada E 2272 e N 671575;
  - Ao Sul: Do ponto de convergência, de coordenada UTM aproximada E 2272 e N 671575, no curso principal do Arroio Wolf, segue por linha seca, de aproximadamente 2.125 metros, em sentido oeste, até encontrar a variante desativada da Estrada Nova para São Martinho da Serra, passando pelo flanco sul do Morro das Antenas (inicio do antigo corredor de acesso à Vila Nossa Senhora da Conceição), ponto de coordenada UTM aproximada de valor E 2251 e N 67156; deste ponto, segue pela Estrada Nova para São Martinho da Serra, em sentido sul, por aproximadamente 850 metros, até encontrar a ponte (viaduto) sobre a linha férrea, Santa Maria - São Pedro do Sul. Deste ponto, segue pela ferrovia, em sentido geral oeste, até a ponte sobre o Arroio Ferreira;
  - Ao Oeste: Da ponte da ferrovia sobre o Arroio Ferreira, segue por este arroio, à montante, até encontrar a confluência com a Sanga Funda (afluente da margem direita), de coordenada UTM aproximada E 220 e N 67163; deste ponto, segue pela Sanga Funda, até encontrar a confluência do primeiro afluente da margem esquerda, de coordenada UTM aproximada E 2194 e N 67165; deste ponto, segue por este afluente, à montante, até sua nascente, em sentido geral norte, junto ao colo do “Morro da Isabel”, ponto de coordenada UTM aproximada E 2188 e N 67189; deste ponto, segue por linha seca, de aproximadamente 200 metros, em sentido norte, até encontrar a nascente sudoeste, do afluente da margem esquerda do Arroio do Tigre, de coordenada UTM aproximada E 2188 e N 67192. Segue por este afluente do Arroio do Tigre, até encontrar a ponte da Estrada do Divino de coordenada UTM aproximada E 2192 e N 672085 e, por esta estrada, em sentido noroeste, até encontrar a Estrada Municipal Armando Arruda; deste ponto, segue pela Estrada Armando Arruda até encontrar sua interseção com a linha de limite intermunicipal - Santa Maria com São Martinho da Serra, ponto de coordenada UTM aproximada E 2194 e N 67216, inicio desta demarcação.

## Subprefeitura de São Valentim
- Contém o bairro:

1. São Valentim;

- Limita-se com:

1. Regiões Administrativas:
  1. Região Administrativa Oeste;
  2. Região Administrativa Sul;
2. Subprefeituras:
  1. Subprefeitura de Boca do Monte;
  2. Subprefeitura de Pains;
  3. Subprefeitura de Santa Flora;

- Descrição dos limites da Subprefeitura:
  - Ao Norte: Inicia no cruzamento da Sanga da Laranjeira com a BR-158, segue-se a partir daí, pela seguinte delimitação: por esta rodovia, no sentido nordeste, até o cruzamento com o Arroio Ferreira; Arroio Ferreira, a jusante, até o cruzamento com a Estrada Municipal Juca Monteiro (antiga Estrada da Picadinha); Estrada Municipal Juca Monteiro, no sentido nordeste; Estrada Municipal Cap. Vasco da Cunha, até a Praça do Boi Morto; daí, segue-se pela Rua Irmã Dulce, até encontrar a canalização do Arroio Cadena;
  - Ao Leste: Deste ponto, deflete-se, a jusante, pelo leito da canalização do Arroio Cadena, até a sua foz, no Arroio Arenal;
  - Ao Sul Arroio Arenal, a montante, até a confluência da Sanga da Ramada com o Arroio Sarandi; Arroio Sarandi, a montante, passando pela Sanga da Laranjeira, também, a montante, até o ponto de cruzamento com a BR-l58, início desta demarcação.